# 塚田祥雄
塚田 祥雄（つかだ よしお、1986年6月29日 - ）は、JRA・美浦トレーニングセンターの藤沢和雄厩舎に所属していた元騎手。北海道出身。身長157.3センチメートル、体重45.5キログラム、血液型O型。騎手免許は平地競走、障害競走両方の免許を所持していたが障害レースの騎乗経験はなかった。

## 来歴
2002年4月、第21期生としてJRA競馬学校騎手課程に入学。2005年、競馬学校騎手課程を卒業しJRAの騎手免許を取得する。同期には小島太一、鮫島良太らがいる。藤沢和雄厩舎所属でデビューとなる。3月5日、JRA初騎乗となった中山競馬場での第1競走では13番人気だったスキャターダンサーに騎乗し11着。3月26日、中山競馬場での第4競走に1番人気で出走したピサノグラフで勝利しJRA初勝利を挙げる。デビュー年は228戦11勝という成績だった。
2006年、重賞初騎乗となった函館スプリントステークスでは12番人気のマイネルハーティーに騎乗し11着だった。
2007年、3月に第21回全日本新人王争覇戦に参加する。6月24日、函館競馬場での第12競走でカンファーエルフに騎乗しレース中に前にいた馬と接触し落馬した。その際に頭部を強打、意識不明となり函館市内の病院に搬送された。診断の結果、脳挫傷を発症し脳に出血が見られたため、緊急手術を受けたうえで集中治療を受けたが、8月に入り意識を取り戻した。同年11月16日、より一層の機能回復を目指しリハビリテーションのため函館市内の他の病院へ転院した。
しかし現役復帰は果たせず、2010年2月28日付をもって騎手免許を更新せず、引退となった。落馬による脳挫傷は2007年の常石勝義、2009年の石山繁、塚田と続いてしまい3年間で3人もの騎手がこれが原因で引退を余儀なくされる事態となった。その5年後の2015年には高嶋活士もこれが原因で引退している。常石、石山、高嶋は後に障碍者馬術選手に転向したが、塚田の現在の状況は不明である。

## 表彰
- アイルランド大使特別賞 2004年度

## おもな騎乗馬
- フラッグシップ（2007年福島牝馬ステークス2着）

## 年度別成績表

### 中央競馬
| 年     | 騎乗数 | 勝利数 | 勝率 | 連対率 | 勝利数順位 | 勝利数順位 |
| 年     | 騎乗数 | 勝利数 | 勝率 | 連対率 | 関東       | 全国       |
| ------ | ------ | ------ | ---- | ------ | ---------- | ---------- |
| 2005年 | 228    | 11勝   | .048 | .088   |            | 64位       |
| 2006年 | 620    | 44勝   | .071 | .134   | 11位       | 26位       |
| 2007年 | 315    | 16勝   | .051 | .124   | 25位       | 57位       |
| 通算   | 1163   | 71勝   | .061 | .122   | -          | -          |

### 地方競馬
| 年     | 騎乗数   | 勝利数   | 勝率     | 連対率   |
| ------ | -------- | -------- | -------- | -------- |
| 2005年 | 騎乗なし | 騎乗なし | 騎乗なし | 騎乗なし |
| 2006年 | 3        | 0勝      | .000     | .000     |
| 通算   | 3        | 0勝      | ---      | ---      |